# Reims Métropole
Reims Métropole war ein französischer Gemeindeverband mit der Rechtsform einer Communauté d’agglomération im Département Marne in der Region Grand Est. Er wurde am 24. August 2012 gegründet und umfasste 16 Gemeinden. Der Verwaltungssitz befand sich in der Stadt Reims.

## Historische Entwicklung
Am 1. Januar 2017 wurde der Gemeindeverband mit den Communautés de communes Vallée de la Suippe, Rives de la Suippe, Beine-Bourgogne, Nord Champenois, Fismes Ardre et Vesle, Champagne Vesle, Vesle et Coteaux de la Montagne de Reims und 18 Gemeinden (Anthenay, Aougny, Bligny, Brouillet, Chambrecy, Chaumuzy, Cuisles, Jonquery, Lagery, Lhéry, Marfaux, Olizy, Poilly, Pourcy, Romigny, Sarcy, Tramery und Ville-en-Tardenois) der Communauté de communes Ardre et Châtillonnais zur neuen Communauté urbaine du Grand Reims zusammengeschlossen.

## Ehemalige Mitgliedsgemeinden
1. Bétheny
2. Bezannes
3. Cernay-lès-Reims
4. Champfleury
5. Champigny
6. Cormontreuil
7. Prunay
8. Puisieulx
9. Reims
10. Saint-Brice-Courcelles
11. Saint-Léonard
12. Sillery
13. Taissy
14. Tinqueux
15. Trois-Puits
16. Villers-aux-Nœuds

## Infrastruktur
Der Gemeindeverband wurde von den Autobahnen 4 (Paris–Straßburg–A 5 (D)), 26 (Troyes–Calais–Fähre nach Dover (GB)) und 34 (Reims–Charleville-Mézières) durchzogen. Ferner führten die Nationalstraßen 31 (Rouen–Reims), 44 (Cambrai–Vitry-le-François) und 51 (Épernay–Givet) durch das Gebiet.
Des Weiteren verfügte Reims Métropole über zwei wichtige Fernverkehrsbahnhöfe. Über den Bahnhof Reims (Gare de Reims) gelangte man in 45 Minuten an den Pariser Gare de l’Est. Ab 2007 war das Gebiet mit dem TGV-Bahnhof Champagne-Ardenne (Gare de Champagne-Ardenne TGV), der sich auf der Gemarkung der Gemeinde Bezannes befindet, außerdem an die LGV Est européenne (Achse Paris–Ostfrankreich–Südwestdeutschland (POS); Teil der Magistrale für Europa) angeschlossen.